# Opération Selection Board
 
L'opération Selection Board (en anglais : Operation Selection Board) est une opération menée par les services secrets américains du Counter Intelligence Corps (CIC) le 23 février 1947. Elle vise à l'arrestation des membres d'un réseau clandestin de résistance nazie. Parmi eux se trouve Klaus Barbie, qui parvient néanmoins à cacher son identité.

## Histoire
L'histoire des premiers groupuscules clandestins néo-nazis d'après-guerre est mal connue. Ces derniers apparaissent vraisemblablement peu de temps après la capitulation allemande, principalement en Allemagne de l'Ouest. Ils rassemblent d'anciens officiers et responsables nazis, ainsi que des membres des Jeunesses Hitlériennes, sur le modèle des Freikorps. Néanmoins, selon les documents du CIC, la résistance armée n'était pas une option raisonnable. Seule fait exception la Werwolf, qui continua le combat contre les Soviétiques jusqu'en 1946. 
Les leaders de ces réseaux néo-nazis pensaient pouvoir négocier avec les Alliés des postes dans la nouvelle administration allemande, afin de lutter contre la montée du communisme. Les services secrets américains apprennent leur existence en mai 1946, les infiltrent et obtiennent rapidement les noms des clandestins, parmi lesquels figurent celui de Klaus Barbie. Ce dernier est à l'époque l'un des responsables du ravitaillement et du renseignement dans les zones américaines et britanniques, sans doute secondé par d'anciens officiers de l'Abwehr. Les services secrets américains estiment qu'environ 70 anciens nazis seraient ainsi entrés dans la clandestinité. 
Le 23 février 1947, le CIC lance l'opération Selection Board. Une quinzaine de personnes sont arrêtés au petit matin, une vingtaine d'autres le sont par la suite. Klaus Barbie parvient cependant à s'échapper.